# Go-oo
Go-oo byl kancelářský balík vytvořený úpravami kancelářského balíku OpenOffice.org. Projekt byl zrušen ve prospěch LibreOffice, do kterého byly včleněny jeho zvláštní funkce.

## Historie
Go-oo vycházel ze zdrojového kódu OpenOffice.org, ke kterému přidával další funkce. Vznikl kvůli nespokojenosti se způsobem, jakým Sun Microsystems začleňoval do OpenOffice.org nové funkce.

## Vlastnosti
Stejně jako OpenOffice.org obsahoval Writer, Calc, Impress, Draw a Base. Přinášel však některé funkce, které balík OpenOffice.org neimplementoval:
- podpora maker VBA
- podpora SVG
- 3D přechody prezentací
- integroval Mono a GStreamer
- podpora pro OpenXML (v go-oo již od verze 2.4.0)
- import z formátů Microsoft Works

Kancelářský balík Go-oo podporoval operační systémy Microsoft Windows a Linux. 